# 勒古丘尼鄉
46°21′00″N 26°53′00″E / 46.35°N 26.8833°E
勒古丘尼鄉（羅馬尼亞語：Comuna Răcăciuni, Bacău），是羅馬尼亞的鄉份，位於該國東北部，由巴克烏縣負責管轄，面積82平方公里，海拔高度290米，2007年人口8,307，人口密度每平方公里102人。